# Senthamangalam
Senthamangalam (o Sendamangalam) è una suddivisione dell'India, classificata come town panchayat, di 18.085 abitanti, situata nel distretto di Namakkal, nello stato federato del Tamil Nadu. In base al numero di abitanti la città rientra nella classe IV (da 10.000 a 19.999 persone).

## Geografia fisica
La città è situata a 11° 18' 0 N e 78° 13' 60 E e ha un'altitudine di 240 m s.l.m..

## Società

### Evoluzione demografica
Al censimento del 2001 la popolazione di Senthamangalam assommava a 18.085 persone, delle quali 9.069 maschi e 9.016 femmine. I bambini di età inferiore o uguale ai sei anni assommavano a 1.703, dei quali 880 maschi e 823 femmine. Infine, coloro che erano in grado di saper almeno leggere e scrivere erano 11.664, dei quali 6.583 maschi e 5.081 femmine.